# Can't Get You Out of My Head
"Can't Get You Out of My Head"는 2001년에 발매한 Fever 앨범에 수록된 카일리 미노그의 노래이면서 싱글 음반이다.

## 개요
전직 가수였던 캐시 데니스와 글램 록 밴드 Mud의 기타리스트인 롭 데이비스가 쓰고, 제작한 곡이다. 영국에서 판매 첫 주에 물리적 음반으로 30만 장 이상이 나갔다. 영국 라디오 사상 한 주에 3천 번의 라디오 방송 횟수를 기록한 첫 번째 곡이다. 4주간 연속으로 정상을 차지하였고, 핀란드를 제외한 유럽 각국에서도 1위에 올랐다. 미국에서는 1988년에 "The Loco-Motion"으로 3위에 오르고 13년 만에 Top 10에 진입하여 7위를 기록하였다. 전 세계적으로 5백만 장 이상이 판매되었다.

## 배경
원래 S Club 7을 위해 작업한 곡이었지만, 거기 매니저인 사이먼 풀러가 데모를 듣고 그들에게는 어울리지 않는다고 판단하였다. 그 후 소피 엘리스-벡스터에게 갔다가 역시 거절당하였다. 데이비스는 미노그의 A&R 경영자인 제이미 넬슨을 만나 데모 카세트를 들려주었고 그녀가 그 곡을 녹음하기로 예약하였다.

## 작곡
롭의 설명에 따르면, 사이먼 풀러가 유니버설 음악 출판 그룹을 통해 캐시와 공동 작업하기를 요청하였다. 125 bpm의 드럼 루프와 어쿠스틱 기타를 연주하면서 맥 컴퓨터에서 큐베이스 (VST) 프로그램을 사용하여 작업을 시작하였다. 캐시는 D단조로 노래하기 시작하였고, 그 데모를 완성하는데, 약 3시간이 소요되었다. 그 드럼 부분은 Run-D.M.C.의 'it's Like That'을 믹싱한 제이슨 네빈스(Jason Nevins) 곡에서 영향을 받았다. 캐시는 데모에서 화성 부분뿐만 아니라 카일리 버전에도 있던 모든 노래를 담당하였다.
카일리의 노래와 롭의 기타 부분을 제외하면 모두 미디로 작동되고, 그 대부분은 Triton 신서사이저로 끝마쳤다. 하이햇, 베이스 드럼, 스네어, 셰이커 모두가 그것에서 발생되었고, 한 루프는 아카이 (샘플러 S3000)에서 나왔다. 루프와 드럼을 먼저 만들고 어떤 코드를 정하였다. 두 개의 베이스가 있는데, 오르간 베이스는 트라이튼, 다른 하나는 롤랜드 (알파) 주노 1에서 추출되었다. 그런데 그것은 스트링과 월리처 피아노(Wurli)가 트라이튼에서 사라지고 나서 터져 버렸다! 그 끝에 아카이 내부로 'las'를 샘플 녹음하였다. 그래서 그것들은 미디로부터 되돌아온다. 트라이튼에서 여과된 게이트 신스 부분과 존슨 J 스테이션(기타 녹음 프리앰프)의 와와 기타가 있다.

## 수록곡

### CD1
1. "Can't Get You Out of My Head" – 3:50
2. "Boy" – 3:47
3. "Rendezvous at Sunset" – 3:23
4. "Can't Get You Out of My Head" [비디오]

### CD2
1. "Can't Get You Out of My Head" – 3:50
2. "Can't Get You Out of My Head" [K&M Mindprint Mix] – 6:34
3. "Can't Get You Out of My Head" [Plastika Mix] – 9:26

### 디지털 다운로드
1. "Can't Get You Out of My Head" – 3:52
2. "Boy" – 3:48

## 제작진
1. Can't Get You Out Of My Head
- 믹싱 엔지니어 - 팀 오포드
- 건반, 전기 기타, 드럼 프로그래밍 - 롭 데이비스
- 프로듀서, 작사/곡 - 캐시 데니스, 롭 데이비스

2. Boy
- 백보컬 - 리처드 'Biff' 스태너드
- 믹싱 - 애시 하우스
- 프로듀서, 기타 - 줄리언 갤러거, 리처드 'Biff' 스태너드
- 프로그래밍, 건반 - 앨빈 스위니, 애시 하우스, 줄리언 갤러거, 리처드 'Biff' 스태너드
- 녹음 - 앨빈 스위니, 애시 하우스
- 작사/곡 - 줄리언 갤러거, 카일리 미노그, 리처드 스태너드

3. Rendezvous At Sunset
- 드럼 프로그래밍[리듬] - 벤 채프먼
- 기타 - 마틴 해링턴
- 믹싱 - 애시 하우스
- 프로듀서 - 줄리언 갤러거, 리처드 'Biff' 스태너드
- 프로그래밍, 건반 - 마틴 해링턴, 리처드 'Biff' 스태너드
- 작사/곡 - 애시 하우스, 벤 채프먼, 줄리언 갤러거, 카일리 미노그, 마틴 해링턴, 리처드 스태너드

### 그 밖의 참여
- 디자인 - Adjective Noun
- 관리 - 테리 블레임리
- 사진 촬영 - 빈센트 피터스
- 노래 - 카일리 미노그

## 차트 및 인증
| 주간 순위 (2001-02)                | 최고 순위 |
| ---------------------------------- | --------- |
| 그리스 (IFPI 그리스)               | 1         |
| 뉴질랜드 (리코디드 뮤직 NZ)        | 1         |
| 루마니아 (루마니아 톱 100)         | 1         |
| 포르투갈 (빌보드)                  | 1         |
| 아일랜드 (아이리시 싱글 차트)      | 1         |
| 이탈리아 (이탈리아 음악 산업 협회) | 1         |
| 벨기에 (울트라톱 플랑드르)         | 1         |
| 벨기에 (울트라톱 왈롱)             | 1         |
| 오스트리아 (Ö3 오스트리아 탑 40)   | 1         |
| 네덜란드 (메하하르츠)              | 1         |
| 덴마크 (트래크리스텐)              | 1         |
| 핀란드 (수오멘 비랄리넨 리스타)    | 5         |
| 노르웨이 (VG-리스타)               | 1         |
| 스웨덴 (스베리예토프리스탄)        | 1         |
| 스페인 (푸로무시카에)              | 1         |
| 스위스 (슈바이처 히트파라데)       | 1         |
| 프랑스 (프랑스 음반 협회)          | 1         |
| 독일 (GfK 엔터테인먼트 차트)       | 1         |
| 캐나다 (캐나디안 핫 100)           | 1         |
| 오스트레일리아 (ARIA 차트)         | 1         |
| 영국 (오피셜 차트 컴퍼니)          | 1         |
| 미국 빌보드 핫 100                 | 7         |

| 국가                                                  | 음반 판매량 인증 | 판매량/출하량 |
| ----------------------------------------------------- | ---------------- | ------------- |
| 오스트레일리아 (ARIA)                                 | 3× 플래티넘      | 210,000^      |
| 오스트리아 (IFPI 오스트리아)                          | 플래티넘         | 40,000*       |
| 벨기에 (BEA)                                          | 2× 플래티넘      | 100,000*      |
| 프랑스 (SNEP)                                         | 플래티넘         | 918,000       |
| 독일 (BVMI)                                           | 플래티넘         | 500,000^      |
| 그리스 (IFPI 그리스)                                  | 플래티넘         | 20,000^       |
| 네덜란드(NVPI)                                        | 플래티넘         | 60,000^       |
| 뉴질랜드(RMNZ)                                        | 골드             | 7,500^        |
| 노르웨이 (IFPI 노르웨이)                              | 플래티넘         | 10,000*       |
| 스웨덴 (GLF)                                          | 플래티넘         | 30,000^       |
| 스위스 (IFPI 스위스)                                  | 플래티넘         | 40,000^       |
| 영국 (BPI)                                            | 2× 플래티넘      | 1,300,000^    |
| 미국 (RIAA)                                           | 골드             | 531,000^      |
| *판매량을 기반으로 한 인증 ^출하량을 기반으로 한 인증 |                  |               |